# Хиландарски кутак врањске библиотеке
Хиландарски кутак врањске библиотеке је библиотечка целина у оквиру „Јавне библиотеке Бора Станковић” у Врању, састављена од близу 1.000 монографских и серијских публикација. Ова збирка је дар Манастира Хиландара врањској библиотеци. Књиге су дониране 2022. године.

## Историјат веза Врања и Хиландара
Врање се помиње у даровним повељама краља Милутина, цара Душана и ћесара Угљеше. Овај последњи, господар жупа Врања, Иногошта и Прешева, становао је у Врању. Он је Цркву Светог Николе и Врање поколонио Манастиру Хиландар. Исту богомољу даровном повељом Хиландару је поклонио и цар Душан. У средњовековној Србији Врање је било и економски повезано са Хиландаром. Многи Врањанци помогли су обнову манастирских конака страдалих у пожару 2004. године. Такође, у монашком братству постоје монаси који су из врањског краја, тако да се везе Врања и Хиландара које датирају од давнина одржавају и данас.

## О Хиландарском кутку
Званично је отворен 17. фебруара 2022. године, у присуству игумана Хиландара, архимандрита Методија. За збирку је обезбеђена посебна просторија у склопу Библиотеке „Бора Станковић”, у оквиру које је у амбијенталном смислу целина кутка заокружена у априлу 2022. Књижни фонд је видно обележен и издвојен у седам застакљених ормара од пуног дрвета. Амбијенталну целину употпуњују фотографије великог формата Манастира Хиландара.
Библиотечку целину ”Хиландарски кутак у врањској библиотеци” чини збирка од 962 монографске и 9 наслова серијских публикација, које се налазе у централној библиотеци у Врању, као и 206 монографских публикација и једног наслова периодике у Огранку библиотеке у Врањској Бањи. Садржи књиге из свих области знања и стваралашатва - од религије и уметности, до друштвених и егзактних наука, енциклопедија и речника. Највећи број књига је из области књижевности (претежно романи, путописи, поезија и есеји) и књижевне теорије, дела савремених српских књижевника и књижевних критичара, али и духовна литература, монографије о црквама и манастирима у земљи и иностранству.
Од серијских публикација заступљени су наслови из области религије и теологије. То су Видослов (3 свеске), Светосавско звонце (9) и двојезично издање Billingual edition (10), један број часописа Orthodox Educational Magazine на енглеском језику и један примерак часописа Отачник у Огранку у Врањској Бањи. Потом један наслов из области друштвених наука (Завичај), три наслова лингвистике и књижевности (Кораци, Летопис Матице српске и Зборник матице српске за филологију и лингвистику) и два наслова из историје (Артефакти и Годишњак за друштвену историју) - укупно 10 наслова у 36 свезака периодике.
Већина поклоњених књига из Хиландара које припадају овој библиотечкој целини су на српском језику, али има и оних које су на страним језицима (укупно 24). У Централном одељењу у Врању их је 14 на енглеском, 2 на немачком и по једна на француском, руском, македонском, словеначком, црквенословенском, холандском и грчком језику, те једна двојезична (енглеско-грчка). У Огранку у Врањској Бањи налазе се 4 књиге на страним језицима - 3 на руском и једна на грчком.
Према годинама издања књига и часописа, ова библиотека припада периоду друге половине 20. века и првим деценијама 21. века. Временски распон грађе обухвата период од 1966. до 2021. године. Највећи број књига које су из Хиландара стигле у Библиотеку „Бора Станковић” нису старије од 30 година, због манастирског правила да се оне изван тог временског распона не износе ван светогорског станишта.
Целокупна грађа је, одмах по пријему, евидентирана и обрађена у узајамној каталошко-библиографској бази COBISS.SR, чиме је постала доступна и претражива на свим нивоима које захтева Међународни стандардни библиографски опис монографских публикација ISBD(M) и Међународни стандардни библиографски опис серијских публикација ISBD(S). Публикације из ове библиотеке имају интерну ознаку ”Х”, како би се разликовале од остатка библиотечког фонда врањске библиотеке. Класификација је рађена према систему Универзалне децималне класификације (УДК).

### Каталог ”Дар Манастира Хиландар врањској библиотеци”
Након комплетног сређивања библиотечке целине Хиландарски кутак, врањска библиотека издала је каталог под називом „Дар Манастира Хиландар врањској библиотеци.” Каталог је настао као резултат вишемесечног обимног посла - од пријема, разврставања, инвентарисања, обраде, стручне и предметне класификације до провере каталошких записа за монографске и серијске публикације, исписа библиографије из базе података, исписа регистара и формирања спискова грађе. Каталог је јавно промовисан у Врању 31. маја 2023. године.

## Галерија
- Хиландарски кутак у Библиотеци Бора Станковић у Врању
- Детаљ са отварања Хиландарског кутка у врањској библиотеци
- Скоро хиљаду публикација је у полицама Хиландарског кутка
- Ту су и књиге белетристике
- Хиландарски кутак често посећују чланови врањске библиотеке
- Велики је број монографских публикација религијске тематике у Хиландарском кутку
- Детаљ са промоције каталога Дар манастира Хиландара врањској библиотеци
- Каталог изложен на промоцији
- Публика на промоцији каталога Хиландарског кутка